# Rocky Mountain House Airport
Rocky Mountain House Airport är en flygplats i Kanada. Den ligger i den centrala delen av landet, 2 900 km väster om huvudstaden Ottawa. Rocky Mountain House Airport ligger 988 meter över havet.
Terrängen runt Rocky Mountain House Airport är platt, och sluttar västerut. Trakten runt Rocky Mountain House Airport är nära nog obefolkad, med mindre än två invånare per kvadratkilometer.. Närmaste större samhälle är Rocky Mountain House, 7,1 km söder om Rocky Mountain House Airport.
Omgivningarna runt Rocky Mountain House Airport är en mosaik av jordbruksmark och naturlig växtlighet.